# Торі (селище)
То́рі (ест. Tori alevik) — селище в Естонії, адміністративний центр волості Торі повіту Пярнумаа.

## Населення
Чисельність населення на 31 грудня 2011 року становила 457 осіб.

## Географічне положення
Селище розташоване на берегах річки Пярну (Pärnu jõgi).
Через Торі проходить автошлях 59 (Пярну — Торі). Від селища починаються дороги 252 (Каансоо — Торі) та 272 (Торі — Массу).
Селище має залізничну станцію на лінії Таллінн — Пярну.

## Історія
Миза Торі вперше згадується в 1528 році. Спочатку маєток належав Лівонському ордену, а пізніше садиба перейшла в державну власність.

## Пам'ятки

### Церква святого Георгія
Храм був побудований у 1852—1854 роках на місці старої церкви. У 1944 році будівля церкви згоріла, і лише в 1989 році почалося її відновлення. Регулярні богослужіння проводяться в церкві святого Георгія з 1994 року. Храм належить до Естонської євангелічно-лютеранської церкви. Церква святого Георгія — Меморіальна церква естонських солдат (Tori Eesti sõjameeste mälestuskirik). На стіні храму встановлені меморіальні дошки з іменами солдат, що воювали за незалежність Естонії.
Біля церкви в 2003 році був відкритий пам'ятник святому Георгію (скульптор Маті Кармін).

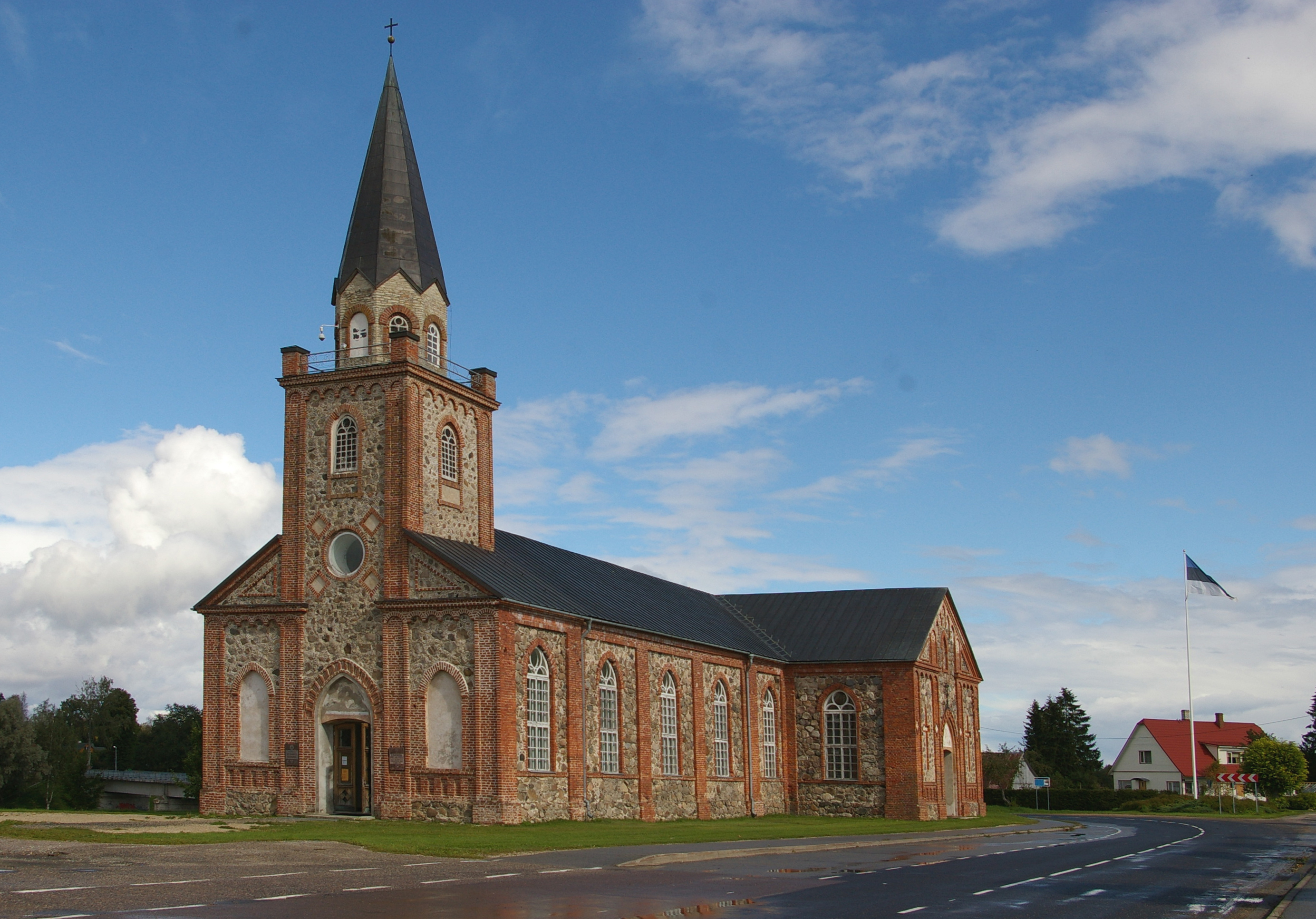
Меморіальна церква естонських солдат
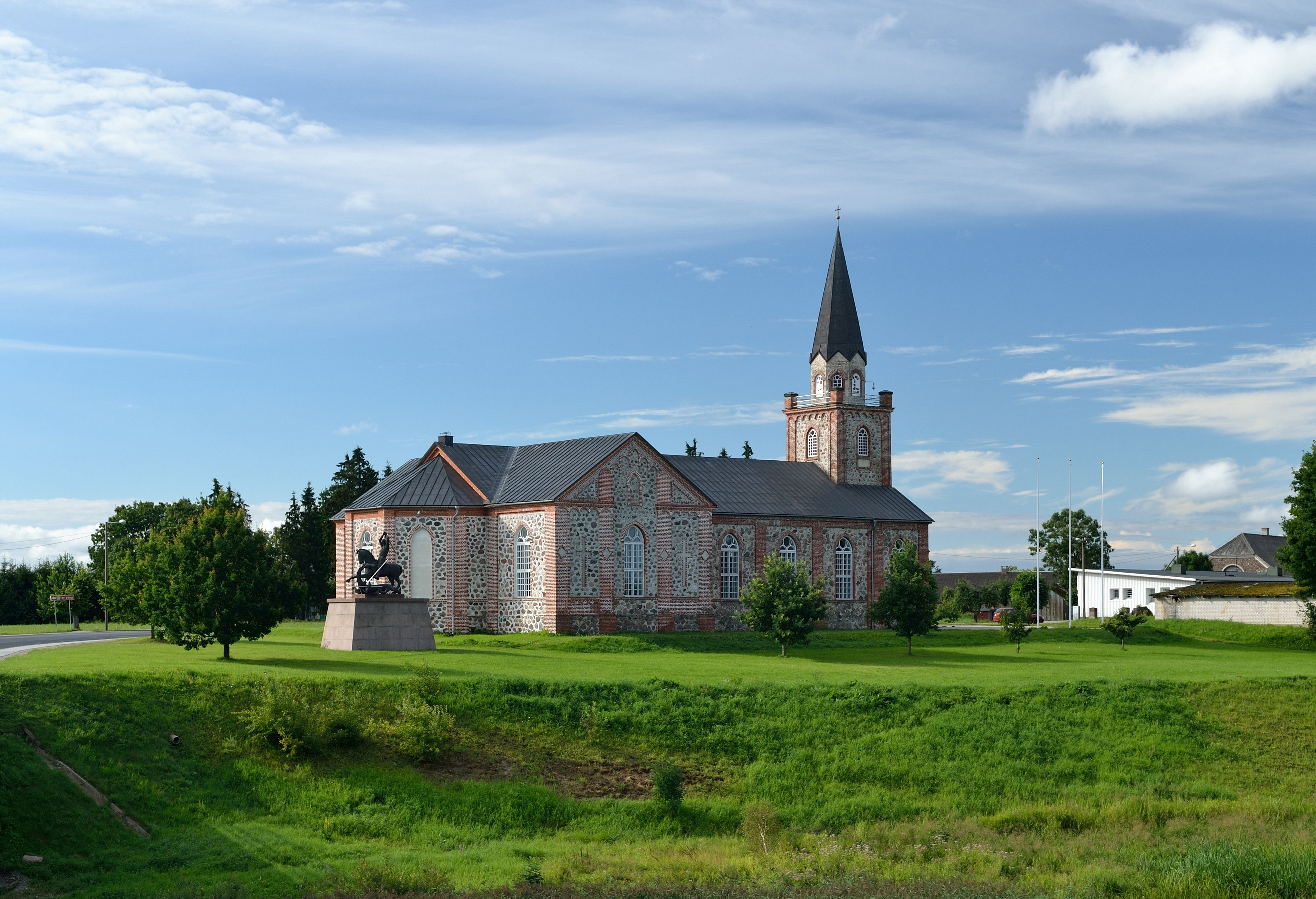
Торіська церква
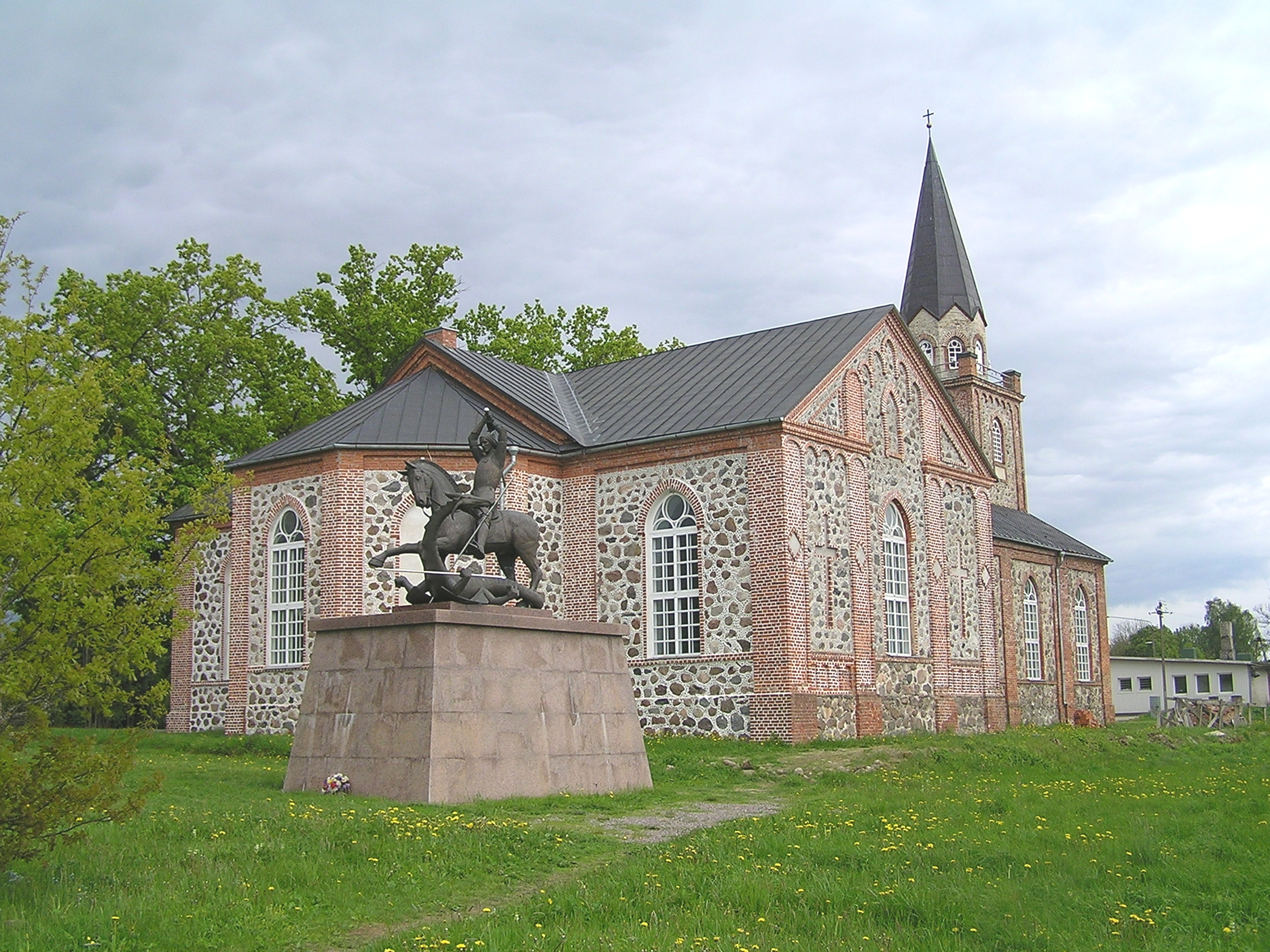
Церква та пам'ятник святому Георгію
Пам'ятник святому ГеоргіюПам'ятник святому Георгію

### Міст у Торі
Залізобетонний міст через річку Пярну був збудований у 1936—1938 роках, але був зруйнований під час Другої світової війни. У 1956—1957 роках на цьому місці збудували новий міст, який носив титул найдовшого моста в Естонії (135,8 м) до 5 грудня 1981 року, коли відкрили в Тарту міст «Дружба» (488,2 м).

### Музей
У 1934 році в головному будинку мизи Торі був відкритий перший в Естонії парафіяльний музей. Будинок є однією із найстаріших дерев'яних садибних будівель, що збереглися в Естонії.

### Інші пам'ятки
Селище Торі має численні історичні та культурні пам'ятки, до яких належать кладовище, ворота цвинтаря, старий та новий будинки волосної управи, волосний арештантський будинок тощо.

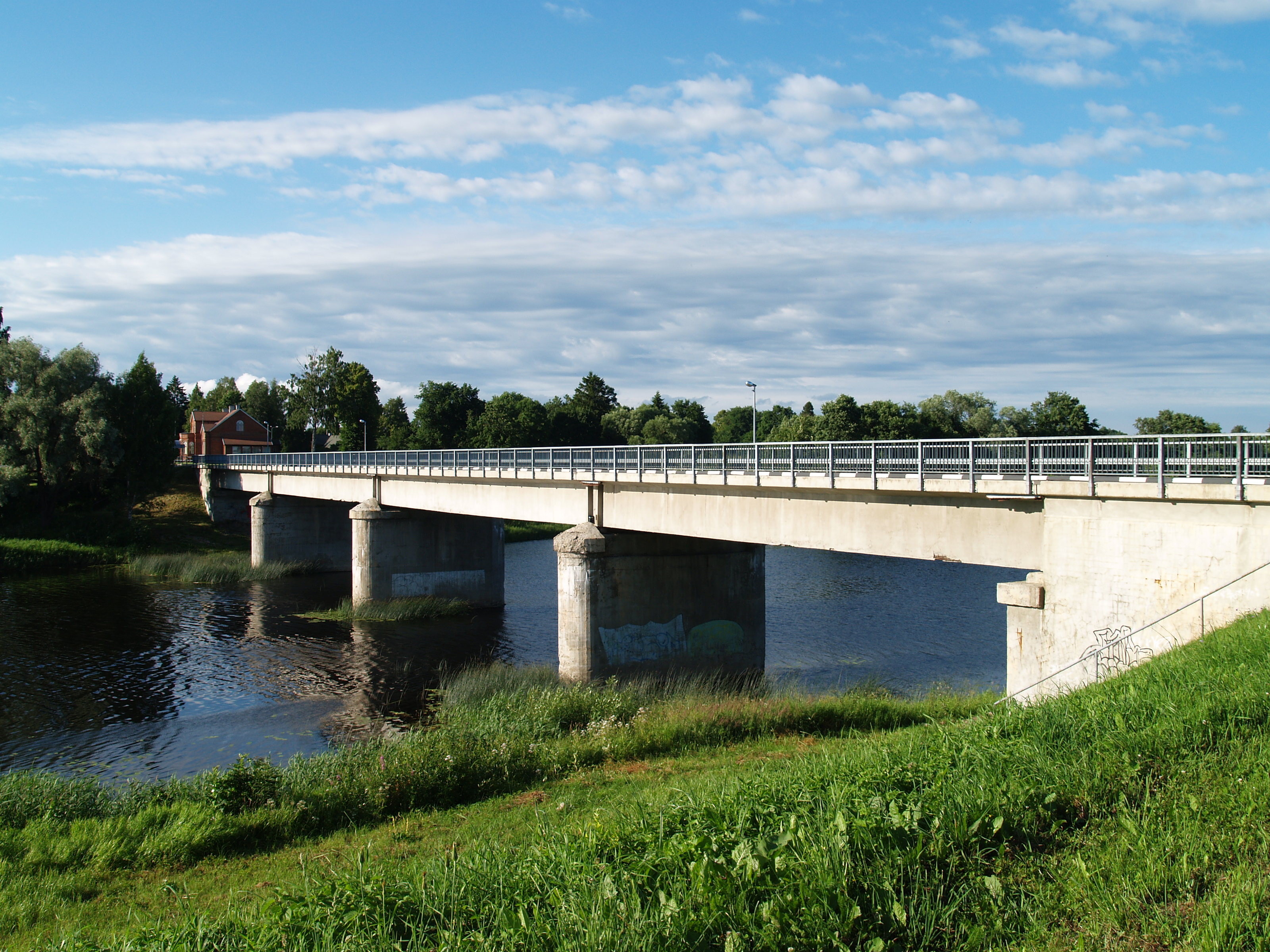
Торіський міст через Пярну
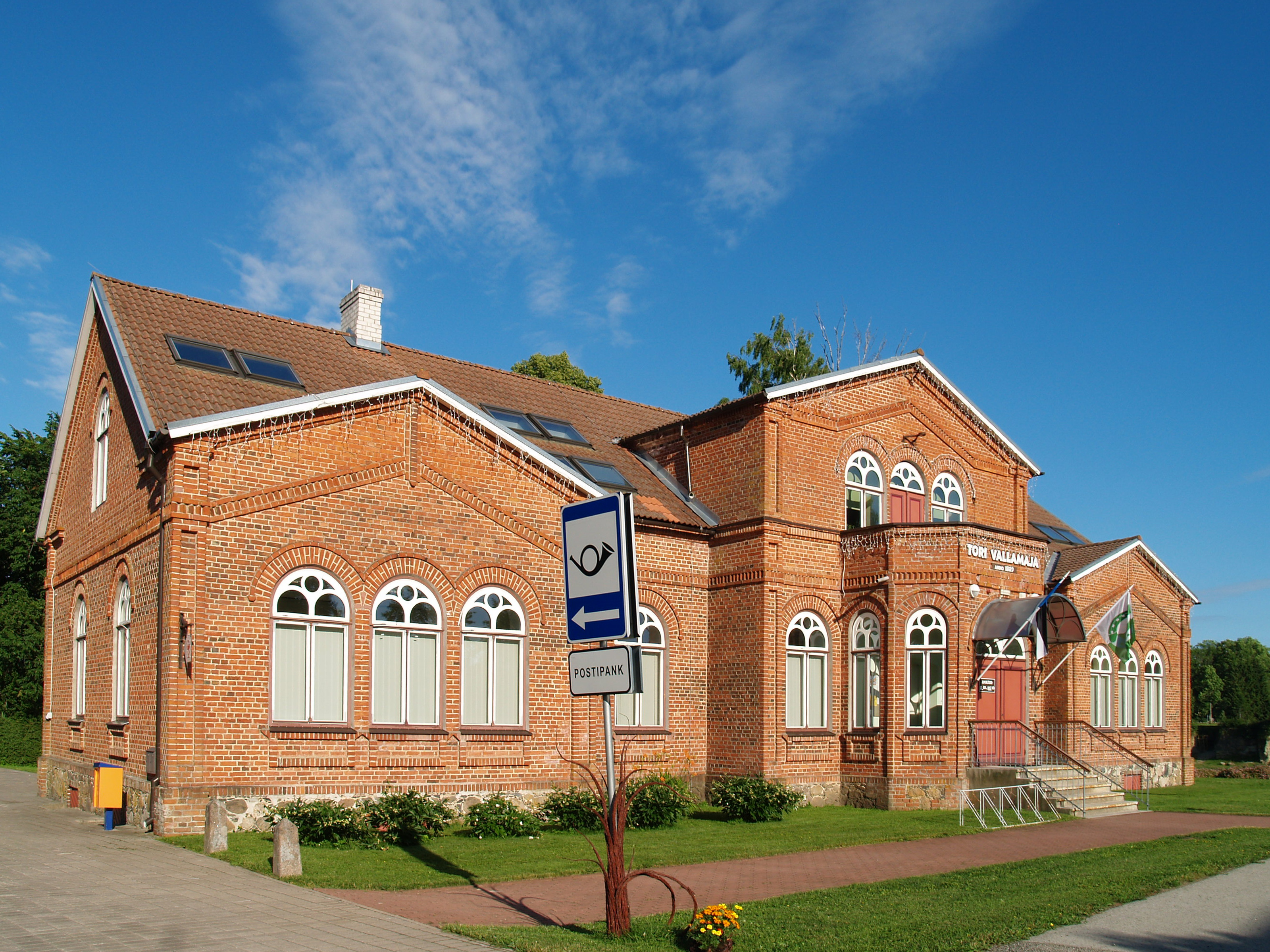
Нова волосна управа
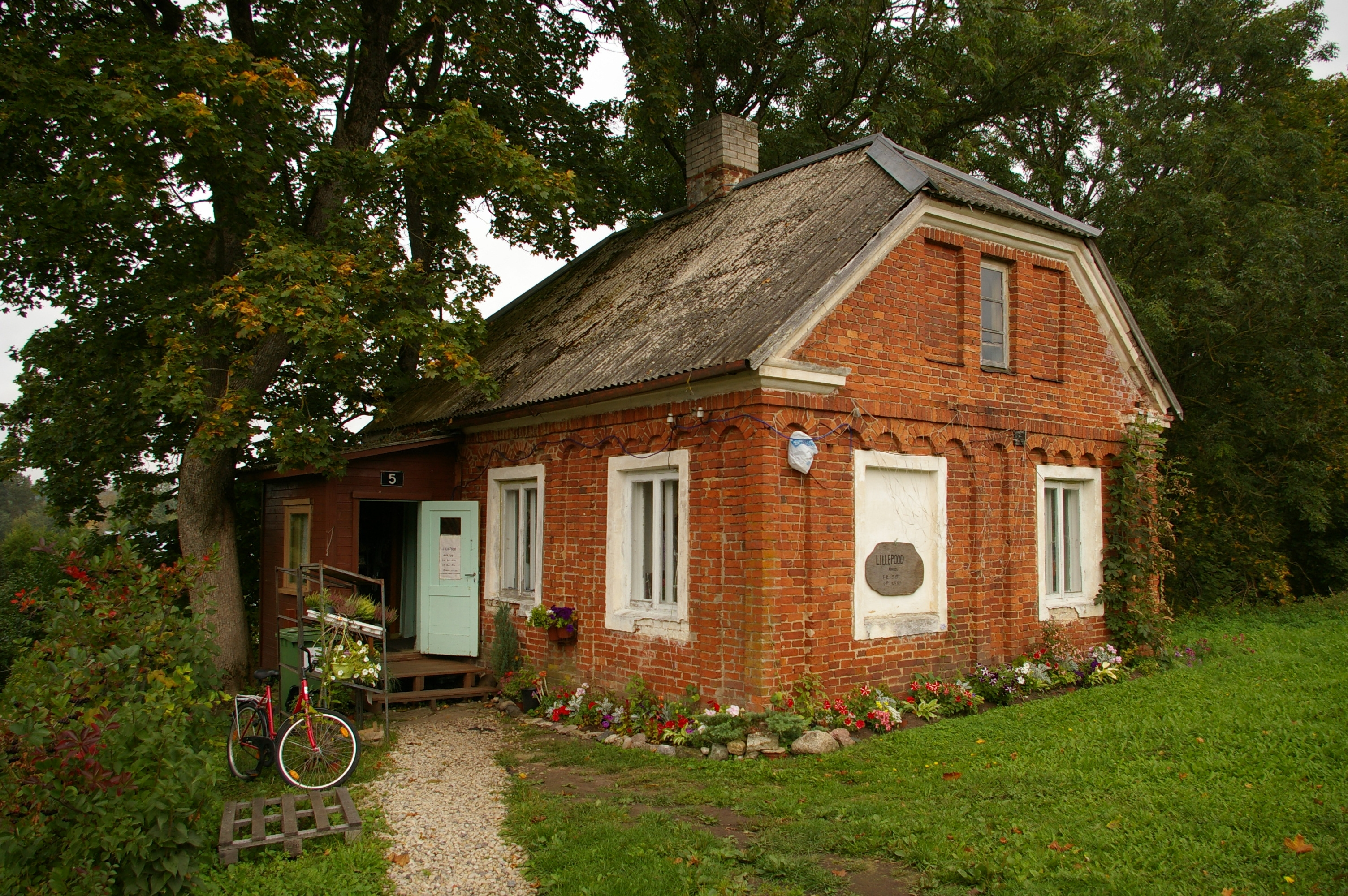
Арештантський будинок
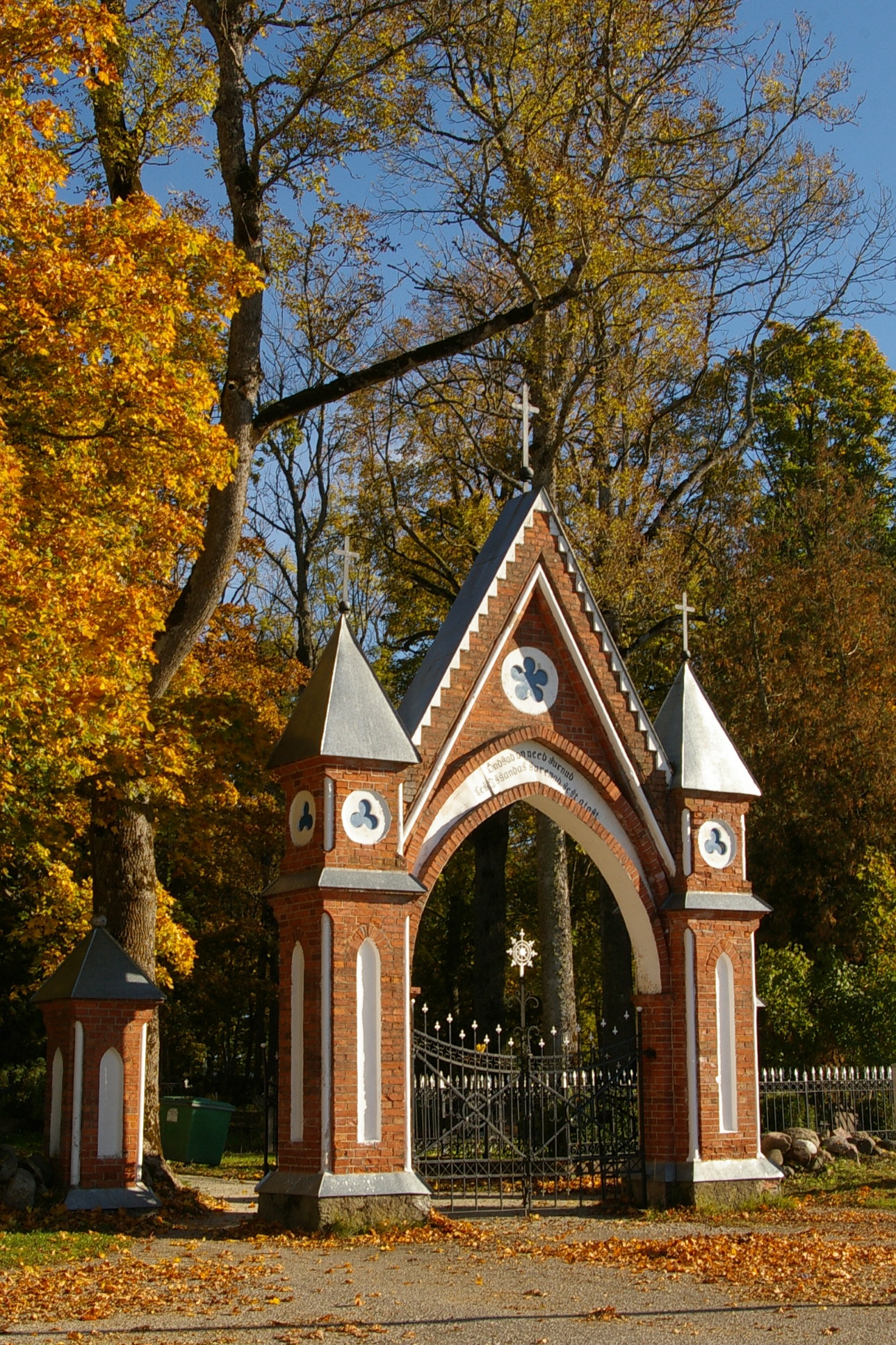
Ворота цвинтаря

## Пам'ятки природи
Вздовж лівого берега річки Пярну розташовуються значні оголення пісковику середнього девону протяжністю близько 400 м, які взяті під охорону після утворення заповідника «Торі пиргу» (Tori põrgu, Торіське пекло). Заповідник отримав свою назву від печери, яка згадується в численних місцевих переказах про «Торіське пекло».

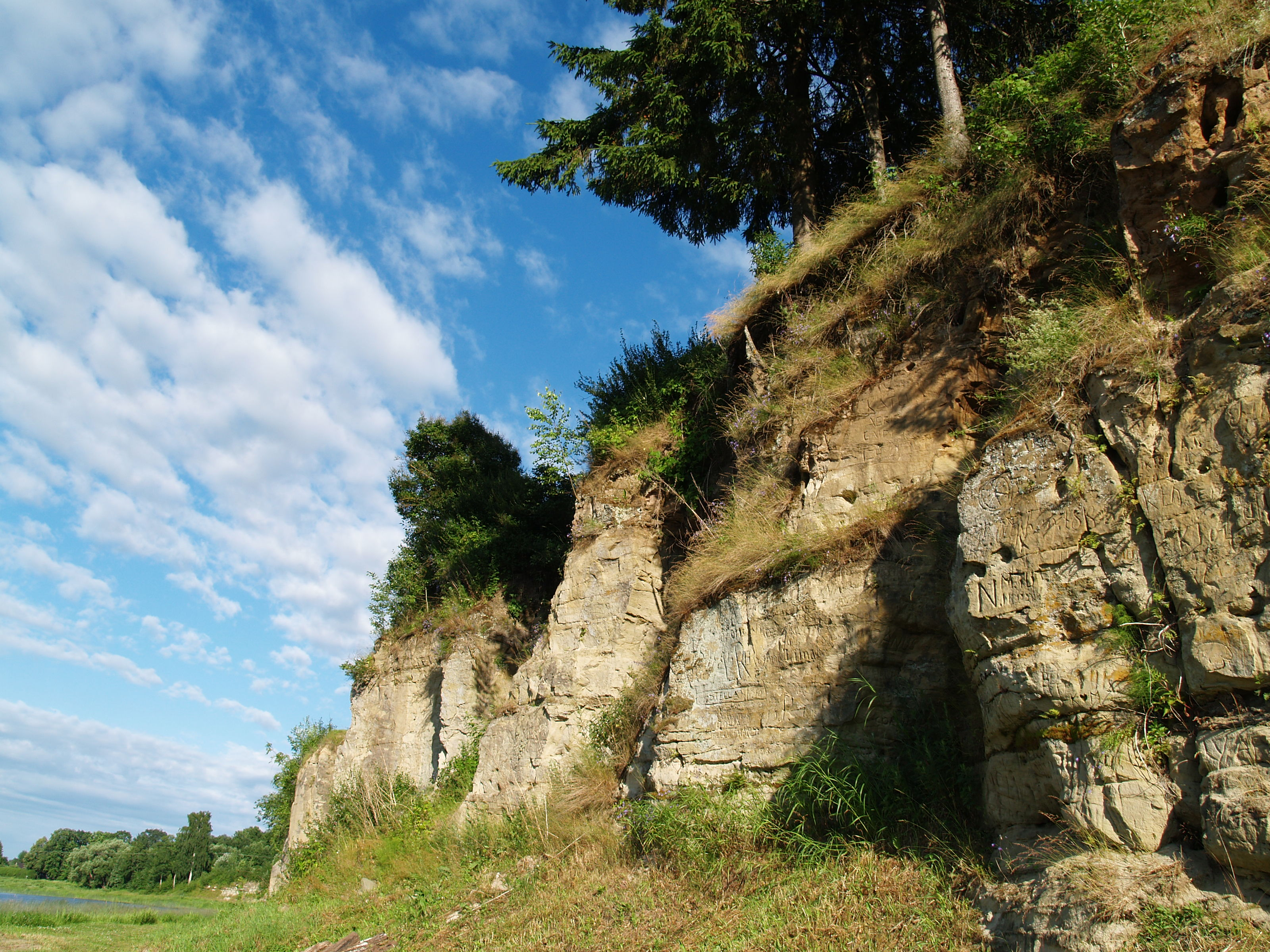
Заповідник «Торі пиргу»
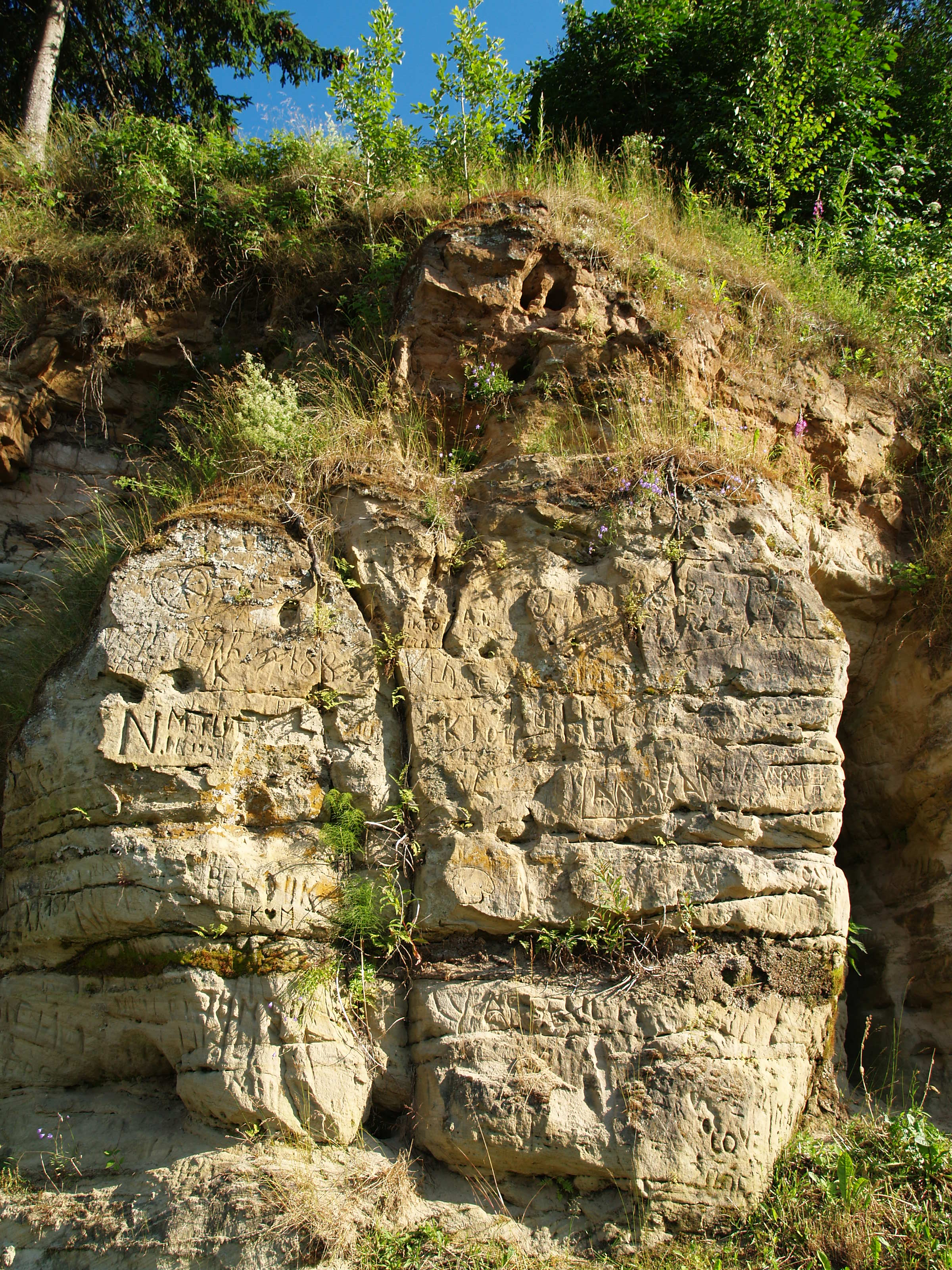
Пісковик середнього девону
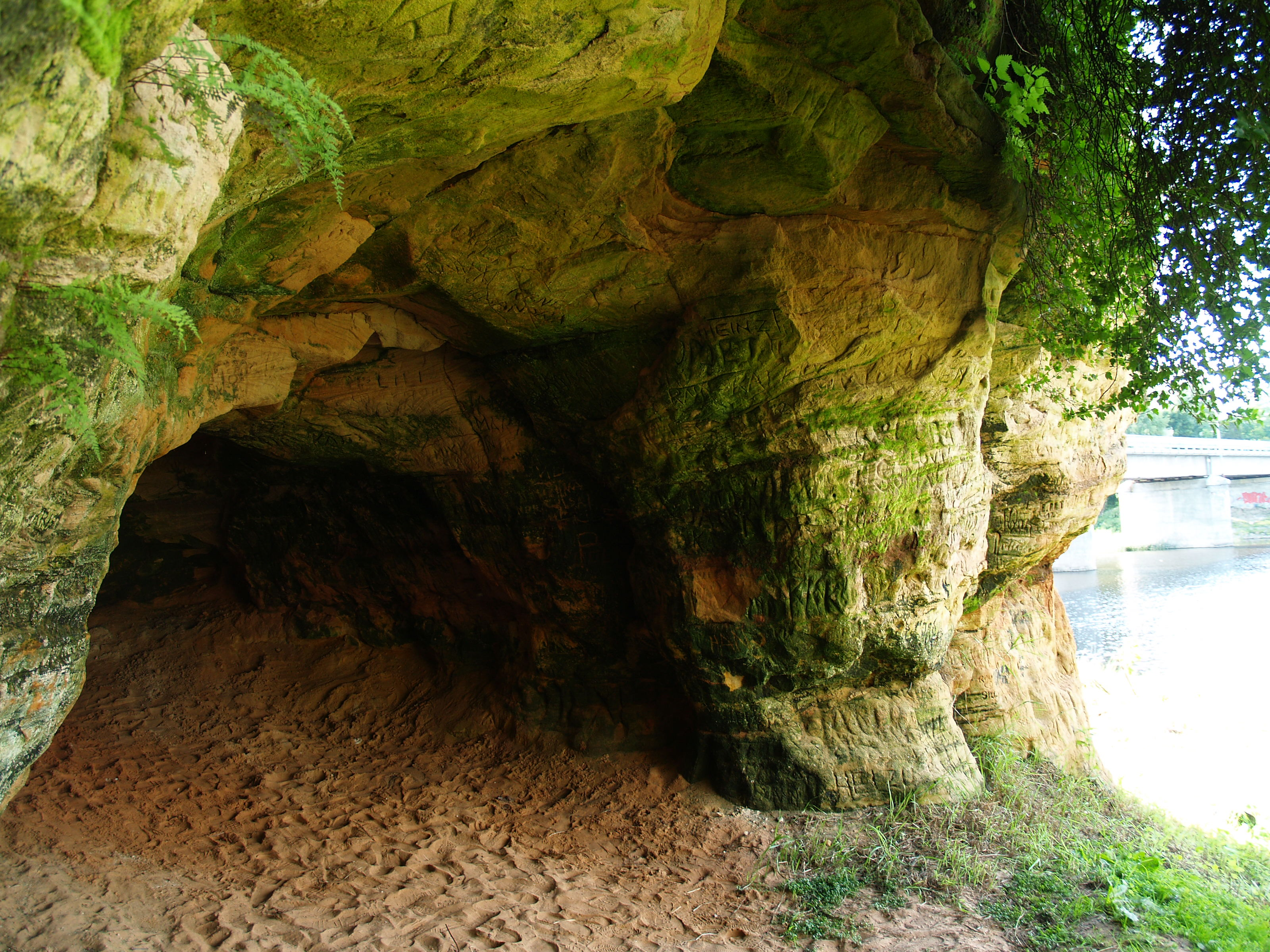
Печера в пісковику

## Господарство
У селищі працює конезавод, що займається розведенням торіської породи коней.